# Bembidion veridicum
Bembidion veridicum är en skalbaggsart som beskrevs av Thomas Casey. Bembidion veridicum ingår i släktet Bembidion och familjen jordlöpare. Inga underarter finns listade i Catalogue of Life.